# Fallout 76
Fallout 76 er et multiplayer spil der udviklet af Bethesda Game Studios og udgivet af Bethesda Softworks. Det er det nyeste Fallout spil i Fallout serien. Fallout 76 blev udgivet på Windows, PlayStation 4 og Xbox One d.14 november 2018. Fallout 76 blev ikke udgivet på steam, i stedet blev det udgivet gennem deres egen launcher Bethesda.net. Det var muligt at spille betaen på alle tre platformer fra oktober 2018.

## Sceneri
Spillet forgår i delstaten West Virginia i året 2102, det er 25 år siden "The Great War" hvor Kina og USA bombede hinanden med Atombomber til der næsten ingen ting tilbage. Vault 76 som er en kontrol vault der er designet uden et socialt eksperiment, hvilke er sjældent for en vault. Spillernes karakter kommer frem fra Vault 76 efter at have fejret "Reclamatiom Day", spillernes karakter bliver efterfølgende sendt på missioner af overseeren til at udforske alle dele af "the wasteland".

## Gameplay
Ifølge Todd Howard er spillet fire gange så stort som Fallout 4. Spillet er open-world. Spillet er helt online, men solospil er muligt; via undgåelse af andre spillere. Spillet er blevet bekræftet for ikke at have interaktive menneskelige NPC'er, selvom der stadig er robotter og andre væsner. Spillet er blevet mærket som et "softcore survival game". Døden resulterer ikke i tab af progression. Mad og vand kan også være nødvendige for at overleve i Fallout 76.
Spillet køres fra flere servere, serverne understøtter 24 til 32 spiller per server. Derudover er mods og private servere planlagt til spillet, men de vil blive implementeret efter frigivelsen.